# Killington, Vermont
Killington är en stad i Rutland County, Vermont i USA med 811 invånare (2010). Staden hette Sherburne 1800–1999 efter översten och jordägaren Benjamin Sherburne (1757–1828), som hade en viktig roll under Amerikanska frihetskriget. Staden var en av tretton städer i Vermont som drabbades av orkanen Irene 2011, varav staden var isolerad i 19 dagar.
I närheten av staden ligger Killington Mountain Resort & Ski Area, som är östra USA:s största skidanläggning. Världscupen i alpin skidåkning arrangerade här en tävling säsongen 2016/2017 för första gången. Dessförinnan som en världscuptävling gick av stapeln i östra USA var säsongen 1990/1991.